# Matt Miazga
Matthew "Matt" Miazga (Clifton, 19 de julho de 1995) é um futebolista que atua como zagueiro. Defende atualmente o Cincinnati.

## Clubes

### New York Red Bulls
Tendo chegado através do sistema de academia dos New York Red Bulls, ele fez sua estreia em 2013 na Major League Soccer e ganhou duas MLS Supporters com a equipe 

### Chelsea
Em 30 de janeiro de 2016, foi contratado pelo Chelsea por quatro temporadas e meia.

### Vitesse
No último dia de janela de transferências, Miazga foi emprestado ao Vitesse por uma temporada.

## Seleção Nacional
Miazga disputou um jogo para a equipa da Polónia Sub-18 em 2012. Desde 2012, ele tem jogado apenas para equipes de jovens dos Estados Unidos.

## Títulos
New York Red Bulls
- MLS Supporters' Shield: 2013, 2015
- Conferência Leste (MLS): 2013, 2015

Vitesse
- Copa dos Países Baixos: 2016–17

Seleção Estadunidense
- Copa Ouro da CONCACAF: 2017